# Peperomia ferreyrae
Peperomia ferreyrae là một loài thực vật có hoa trong họ Hồ tiêu. Loài này được Yunck. miêu tả khoa học đầu tiên năm 1956.